# Salix salviifolia subsp. australis
Salix salviifolia subsp. australis é uma subespécie de planta com flor pertencente à família Salicaceae. 
A autoridade científica da subespécie é Franco, tendo sido publicada em Nova Fl. Portugal 1: 48 (1971).

## Portugal
Trata-se de uma subespécie presente no território português, nomeadamente em Portugal Continental.
Em termos de naturalidade é endémica da Península Ibérica.

## Protecção
Encontra-se protegida por legislação portuguesa ou da Comunidade Europeia, nomeadamente pelo Anexo II e IV da Directiva Habitats.